# Mikael Lustig
Mikael Lustig (ur. 13 grudnia 1986 w Umei) – szwedzki piłkarz występujący na pozycji obrońcy. Zawodnik Celtiku. W eliminacjach do mistrzostw świata 2018 strzelił 3 gole.

## Kariera klubowa
Lustig seniorską karierę rozpoczynał w 2005 w klubie Umeå FC. W tym samym roku został graczem zespołu GIF Sundsvall z Allsvenskan. W tych rozgrywkach zadebiutował 22 sierpnia 2005 roku w wygranym 5:0 meczu z Assyriska FF. 3 października 2005 roku w wygranym 3:0 spotkaniu z BK Häcken strzelił pierwszego gola w Allsvenskan. W tym samym roku spadł z klubem do Superettan, ale w 2007 roku wywalczył z nim awans do Allsvenskan.
W 2008 roku Lustig przeszedł do norweskiego Rosenborga. W Tippeligaen pierwszy mecz zaliczył 3 sierpnia 2008 roku przeciwko Tromsø IL (0:4). 31 sierpnia 2008 w wygranym 2:1 meczu z Vålerenga Fotball zdobył pierwszą bramkę w Tippeligaen. W 2009 roku, a także w 2010 roku wywalczył z klubem mistrzostwo Norwegii. W 2010 roku zdobył z nim także Superpuchar Norwegii.
W styczniu 2012 roku Lustig podpisał kontrakt ze szkockim Celtikiem. W Scottish Premier League zadebiutował 3 marca 2012 roku w zremisowanym 1:1 spotkaniu z Aberdeen. W tym samym roku zdobył z zespołem mistrzostwo Szkocji.

## Kariera reprezentacyjna
W reprezentacji Szwecji Lustig zadebiutował 20 stycznia 2008 roku w przegranym 0:2 towarzyskim meczu ze Stanami Zjednoczonymi. 29 marca 2011 roku w wygranym 2:1 pojedynku eliminacji Mistrzostw Europy 2012 z Mołdawią strzelił pierwszego gola w drużynie narodowej.
W 2012 roku Lustig został powołany do kadry na Mistrzostwa Europy. Zagrał na nich w meczach z Ukrainą (1:2) i Anglią (2:3), a Szwecja odpadła z turnieju po fazie grupowej.